# Сіваг-Кермен
Сіваг-Кермен (крим. Sivag Kermen) — руїни укріплення (castellum / невеликої фортеці) VI століття. Знаходяться за 5 км на південь від села Дуванкой, на вершині невисокого однойменного пагорба Мекензієвих гір Сіваг-Кермен-бурун (висота 209,7 або гора Керменчик на топографічних картах), пологою з північного заходу, північного сходу і південного сходу та стрімким (з ухилом до 45°) південно-західним схилом. До початку 2000-х років пам'ятка була сильно розграбована «чорними копачами».

## Опис
Фортеця влаштована у вигляді укріпленого форту розмірами 50 м на 20 м, з трьома квадратними баштами, що виступають за лінію стін, внутрішніми розмірами 3,5 на 3,5 м. Площа укріплення всередині фортечних мурів 1187,5 м², до фортеці з північного сходу примикає тераса завширшки 15-20 м, якою, ймовірно, проходила під’їзна дорога в минулому. Фортеця в плані представляє собою «пентагональне» укріплення, найближчі аналогії якому знаходяться на Балканах, у Болгарії («Чепіш Івановото Кале» у с. Оброчиште). На південь від Сіваг-Кермена в балці Йилана виявлено розвали будівель, скельні тарапани та колодязь із кам'яним обкладанням — залишки стародавнього поселення. У пізньоантичну епоху жителі цього поселення (готи й алани, які прийняли християнство) несли службу в складі гарнізону фортеці «Сіваг-Кермен». Примітно те, що і саме поселення в балці Йолана (саме так: тут проходив важливий шлях (крим. yol) до фортеці Ескі-Кермен, і далі до Херсона) було захищене монументальною фортечною спорудою - «довгою стіною», залишки якої було виявлено І. Бєлянським ще 1993 року. У 2013 році дослідники висунули гіпотезу, що кастелум Сіваг-Кермен є «відсутньою ланкою limes Tauricus», тобто, однією зі складових захисного рубежу, зведеного візантійськими інженерами в Південно-Західному Криму в 30-40-х рр. VI ст..
Вперше укріплення відзначено Миколою Рєпниковим у «Матеріалах до археологічної карти південно-західного нагір'я Криму» 1940 року, знову «відкрите» у 2010—2011 роках співробітником Херсонеського заповідника Філіппенком, який провів попередні розвідки, у 2015—2017 році руїни вивчав загін Мангупської експедиції окупаційного Кримського федерального університету імені В. І. Вернадського; у ті ж роки археологічні розвідки проводили наукові співробітники Херсонеського музею Філіппенка та Ступко.
За висновками істориків Мангупської експедиції (керівник Олександр Герцен), укріплення існувало в VI столітті (визначене за єдиною знайденою монетою часів Анастасія I (491-518 рік), її походження та подальша доля поки що невідомі. Фортеця мала форму п'ятикутника, з 4-х доступних боків захищеного стінами, складеними з буту на вапняному розчині, з грубим лицьовим підтісненням і потинькованими, завтовшки не менше 2,1 м, з трьома квадратними баштами (одна, ймовірно, була ворітною). Михайло Ступко та Андрій Філіпенко, на підставі знахідок кераміки і монет візантійських імператорів часів від Ліцинія (308-324 рік) до Маврикія (582-602 рік) на околицях укріплення датують фортецю та поселення в балці Йилана IV-VII століттям, що критикується істориками групи Герцена. Дослідники констатують, що: 1.) Ніде в гірській Тавриці «пентагональне накреслення фортифікаційного фронту», ні подібне до Сіваг-Кермену розташування бойових веж, ні повне обштукатурювання стін і веж, більше не зустрічається; 2.) У 30-40-х рр. VI ст. візантійські інженери, які відновлювали римські кастеллуми на Балканах, були переведені в Таврику для проведення аналогічних заходів. Зустрівшись тут із певними труднощами, вони звели укріплення Сіваг-Кермен, застосувавши відомі їм технології (зокрема, оштукатурювання стін і веж); 3.) Взявши до уваги факт, що знайдені в «шарі штурму» кільовидні трилопатеві наконечники стріл з плічками набули поширення серед кочівників Євразії не раніше VII ст., і що найпізніші візантійські монети, знайдені у поселенні, датуються епохою правління Маврикія Тиберія (582-602) та Іраклія (610-641), вони припускають, що кастелум Сіваг-Кермен було знищено хазарами в середині - другій пол. VII ст..
Сучасні уявлення про пам'ятку такі: висунута на північний кордон «країни Дорі» фортеця Сіваг-Кермен призначалася для несення дозорно-сторожової служби, а головним обов'язком гарнізону було завчасне попередження командування про небезпеку, яка надходила зі степів. Хронологічні рамки функціонування комплексу; єдність тактичного та інженерного задумів; архітектурно-будівельна складова та археологічні артефакти, свідчать про входження в першій пол. VI — середині VII ст. кастелума Сіваг-Кермен і «довгої стіни» в балці Йолана в систему оборони далеких підступів до Херсона, і ближніх підступів до опорної фортеці Ескі-Кермен. Оборонний комплекс був передовою ланкою регулярного оборонного рубежу (limes'а), зведеного Візантією в передгір'ях Південно-Західного Криму за епохи правління Юстиніана I і його наступників.